# ميتيكسين
ميتيكسين (بالإنجليزية: Metixene)‏ هو دواء يُستعمل في علاج:
- مرض باركنسون[6]